# Green (Ohio)
Green es una ciudad ubicada en el condado de Summit en el estado estadounidense de Ohio. En el Censo de 2010 tenía una población de 25699 habitantes y una densidad poblacional de 295,89 personas por km².

## Geografía
Green se encuentra ubicada en las coordenadas 40°57′14″N 81°28′19″O / 40.95389, -81.47194. Según la Oficina del Censo de los Estados Unidos, Green tiene una superficie total de 86.85 km², de la cual 83.02 km² corresponden a tierra firme y (4.41%) 3.83 km² es agua.

## Demografía
Según el censo de 2010, había 25699 personas residiendo en Green. La densidad de población era de 295,89 hab./km². De los 25699 habitantes, Green estaba compuesto por el 95% blancos, el 1.8% eran afroamericanos, el 0.2% eran amerindios, el 1.48% eran asiáticos, el 0.03% eran isleños del Pacífico, el 0.25% eran de otras razas y el 1.25% pertenecían a dos o más razas. Del total de la población el 1.22% eran hispanos o latinos de cualquier raza.